# Luis Gusmán
Luis Gusmán (Buenos Aires, 1944) es un escritor y psicoanalista argentino. Su primera novela, El frasquito (1973), fue contemporánea a la aparición de la revista porteña Literal (1973-1977), de cuyo Comité de Redacción formó parte, junto a Osvaldo Lamborghini y Germán García. Junto a Eduardo Grüner y Jorge Jinkis, fue miembro de la también revista porteña Sitio (1981-1987). Se destacó, además, como miembro del Comité de Redacción de la revista Conjetural (1983). Obtuvo el Premio Konex - Diploma al Mérito en 2004, y el Konex de Platino en 2014, ambos en la categoría Novela. 
En 2023, publica No quiero decirte adiós, una historia que retoma el personaje del pesista Walenski y que sale justo con la edición cincuentenaria de El frasquito, la mítica obra del escritor que regresa 50 años después en una nueva edición conmemorativa.

## Obra

### Novela
- El frasquito (1973)
- Brillos (1975)
- Cuerpo velado (1978)
- En el corazón de junio (Premio Boris Vian, 1983)
- La muerte prometida (1986)
- La rueda de Virgilio (1989)
- Lo más oscuro del río (1990)
- La música de franky (1993, 2016)
- Villa (1996)
- Tennessee (1997)
- De dobles y bastardos (2000)
- Ni muerto has perdido tu nombre (2002)
- El peletero (2007)
- Los muertos no mienten (2010)
- La casa del Dios oculto (2012)
- Hasta que te conocí (2015)
- No quiero decirte adiós (2023)[4]

### Ensayo
- La ficción calculada (1998)
- Hotel Edén (1999)
- Epitafios (2005, 2018)
- La pregunta freudiana (2011)
- Kafkas (2015)
- La ficción calculada 2 (2015)
- Barthes, un sujeto incierto (2015)
- La literatura amotinada (2018)
- Esas inútiles moscas (2018)
- La valija de Frankenstein (2018)

### Filmografía
- 1996: Sotto voce (adaptación cinematográfica de Mario Levín de Tennessee)
- 2005: La otra orilla (documental de Contrakultura)